# Belloc Central
El Belloc Central o punta Belloc Central és un cim de 3.006 m d'altitud, amb una prominència de 10 m, que es troba a llevant del Pic Belloc, al massís de Perdiguero, entre els departaments dels Alts Pirineus i de l'Alta Garona (França).